# Pantelejmon (Rudyk)

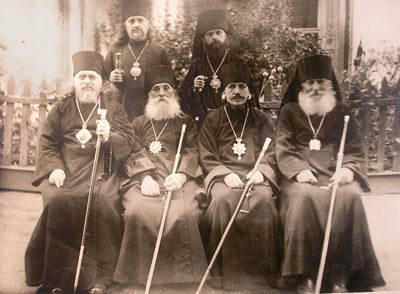
Biskup Pantelejmon z innymi hierarchami Ukraińskiego Autonomicznego Kościoła Prawosławnego (siedzi drugi z prawej)

Pantelejmon, imię świeckie Piotr Rudyk (ur. 16 czerwca 1898, 1899 lub 1896 w Lipowcach, zm. 2 lub 3 października 1968 w Edmonton) – biskup Rosyjskiego Kościoła Prawosławnego poza granicami Rosji.

## Życiorys
W wieku dziesięciu lat zgłosił się do ławry Poczajowskiej, gdzie uczęszczał do szkoły podstawowej, pozostając pod opieką mnichów. W 1920 złożył w ławrze wieczyste śluby zakonne z imieniem Pantelejmon, został hieromnichem. Uzyskał wyższe wykształcenie w zakresie teologii prawosławnej w Studium Teologii Prawosławnej Uniwersytetu Warszawskiego. Po ukończeniu nauki został proboszczem jednej z parafii we Lwowie, a następnie dziekanem dekanatu lwowskiego. W 1929 uzyskał godność archimandryty i został przełożonym monasteru św. Jana Miłościwego w Zahajcach. Po czterech latach przeniesiony do ławry Poczajowskiej jako jej namiestnik.
W 1941 przeszedł z PAKP w jurysdykcję Rosyjskiego Kościoła Prawosławnego i przyjął chirotonię na biskupa lwowskiego. Tym samym wszedł w skład episkopatu podległego Cerkwi Rosyjskiej Ukraińskiego Autonomicznego Kościoła Prawosławnego, zaś po zamordowaniu jego zwierzchnika, metropolity Aleksego (Hromadśkiego), stanął na jego czele. Od 1944 nosił tytuł arcybiskupa lwowskiego.
Z ziem ukraińskich wycofał się po ich zajęciu przez Armię Czerwoną. Przez Niemcy udał się na emigrację do Argentyny, gdzie został arcybiskupem Buenos Aires i całej Ameryki Południowej w Rosyjskim Kościele Prawosławnym poza granicami Rosji.
W 1957 w związku z planowanym odsunięciem metropolity Makarego (Oksijuka) od godności zwierzchnika Polskiego Autokefalicznego Kościoła Prawosławnego, władze polskie rozważały jego zaproszenie do Polski jako kandydata na nowego zwierzchnika Kościoła.
Przed 1959 wrócił jednak do Rosyjskiego Kościoła Prawosławnego i objął w jego strukturach katedrę kanadyjską z tytułem arcybiskupa Edmonton i całej Kanady. W Edmonton przebywał do swojej śmierci. Pochowany na cmentarzu przy cerkwi Narodzenia Matki Bożej w Rabbit Hill.
Był kuzynem metropolity warszawskiego i całej Polski Stefana (Rudyka).